# HD 81780
HD 81780，又名CD-39 5507，SAO 221167、HR 3746，是一颗恒星，视星等为6.2，位于銀經266.22，銀緯7.33，其B1900.0坐标为赤經9h 22m 32s，赤緯-40° 7.33′ 6″。